# موتومائوهو
موتومائوهو (به لاتین: Motumaoho) یک روستا و منطقه مسکونی در نیوزیلند است که در Matamata-Piako District واقع شده‌است. موتومائوهو ۹۹ نفر جمعیت دارد و ۳۰ متر بالاتر از سطح دریا واقع شده‌است.